# Kostel Panny Marie před Týnem
Kostel Panny Marie před Týnem (též kostel Matky Boží před Týnem, Týnský chrám) se nachází na Starém Městě pražském před Týnem, v blízkosti Staroměstského náměstí . Jeho stavba probíhala od poloviny 14. století do prvních desetiletí 16. století. Patří mezi umělecky nejvýznamnější pražské kostely, a to jak po stránce architektonické, tak svým dochovaným vnitřním mobiliářem. Jeho západní průčelí obrácené k náměstí tvoří jednu z nejznámějších dominant Prahy. Přední část kostela s portálem směřujícím do náměstí je obestavěna předsunutou zástavbou dvou domů, jedním z nich je Týnská škola.
Stavebním materiálem použitým při stavbě Týnského kostela byl především pískovec, který se používal pro detaily a pro armování opěráků. Dále měkčí opuka, využívaná jako lomový kámen pro výplňové stěny.

## Historie

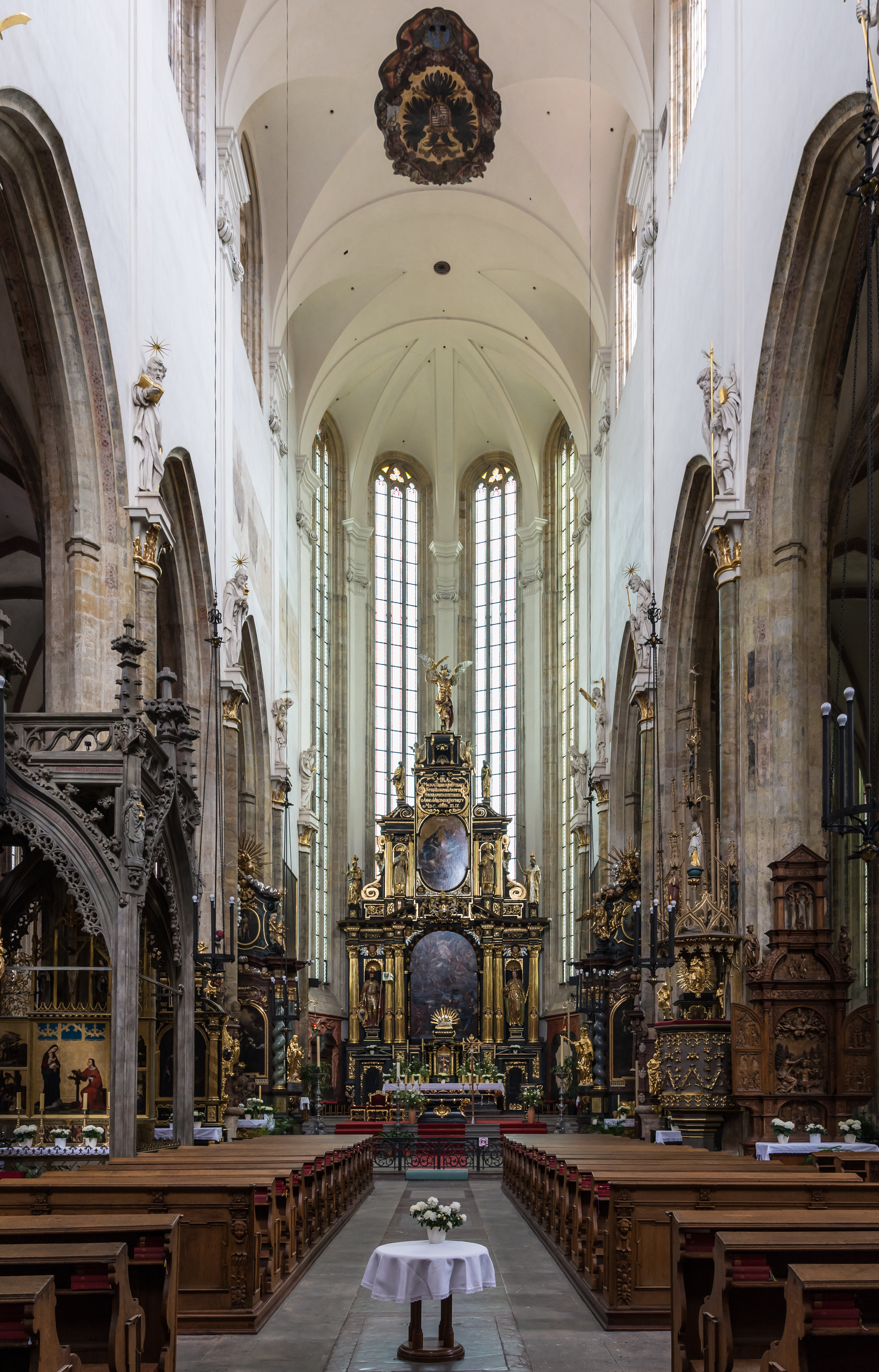
Interiér kostela

### Předchůdci dnešní stavby
Nejstarší, ještě románský předchůdce dnešního kostela v těchto místech vznikl v souvislosti s rozvojem nedalekého Týnského dvora v průběhu 12. století, první písemná zmínka se váže k roku 1135. V této době, kdy už nesl zasvěcení Panně Marii, jej panovník svěřil péči Vyšehradské kapituly. Spolu s rostoucím Starým Městem nabýval na významu a stal se kostelem farním. Na přelomu 13. a 14. století byl nahrazen raně gotickou trojlodní stavbou o třech klenebních polích s kryptou pod polygonálně ukončeným presbytářem a minimálně jednou věží v západním průčelí. Ve věži je doložen zvon roku 1310, kdy sehrál roli v rámci obsazení Prahy Janem Lucemburským. Část věže se dochovala až do roku 1894 jako tzv. kaple sv. Ludmily navazující na sakristii. Nedlouho po dokončení kostela se vyřešil smírem také dlouho trvající spor mezi Vyšehradskou kapitulou a zástupci farnosti o patronátní právo. Ještě v tomto kostele působil od roku 1365 jako farář jeden z prvních reformních kazatelů Konrád Waldhauser, pochovaný na přilehlém hřbitově roku 1369.

### Stavba současného kostela
V polovině 14. století zahájili farníci, kteří patřili mezi nejbohatší městský patriciát, za podpory významných měšťanských rodin z jiných farních obvodů novostavbu vrcholně gotické trojlodní baziliky, která se stala hlavním staroměstským kostelem nejen pozdního středověku. V základním plánu poměrně konzervativní architekturu ovlivnili postupně mistři pocházející z největšího stavebního podniku v Čechách, z obou pražských katedrálních hutí, v první fázi Matyáše z Arrasu a následně Petra Parléře. Na druhého jmenovaného ukazují kružby oken hlavní lodi a zejména okno východního průčelí o výšce 28 m. Dále je v českém prostředí nebývale velkolepě sochařsky zpracovaný severní portál s pašijovým cyklem v tympanonu a sedile v závěrech obou bočních lodí. Sedile severní odkazuje svou ikonografií na umělecké prostředí krále Václava IV., který mohl také osobně nebo prostřednictvím osob ze svého okolí ovlivnit tato vynikající umělecká díla. Týnský kostel byl přitom situován nedaleko jeho nového hlavního sídla Královského dvora, mohl jej tedy osobně navštěvovat. Novostavba začala sloužit svému účelu okolo roku 1380, kdy došlo také k přenesení oltářů z původního raně gotického kostela. Před vypuknutím husitských bouří byly dostavěny tři lodě, není však jisté, zda byla hlavní loď zaklenuta. Stavba tehdy postrádala západní štít, nejspíše klenbu a krov hlavní lodi a obě věže.

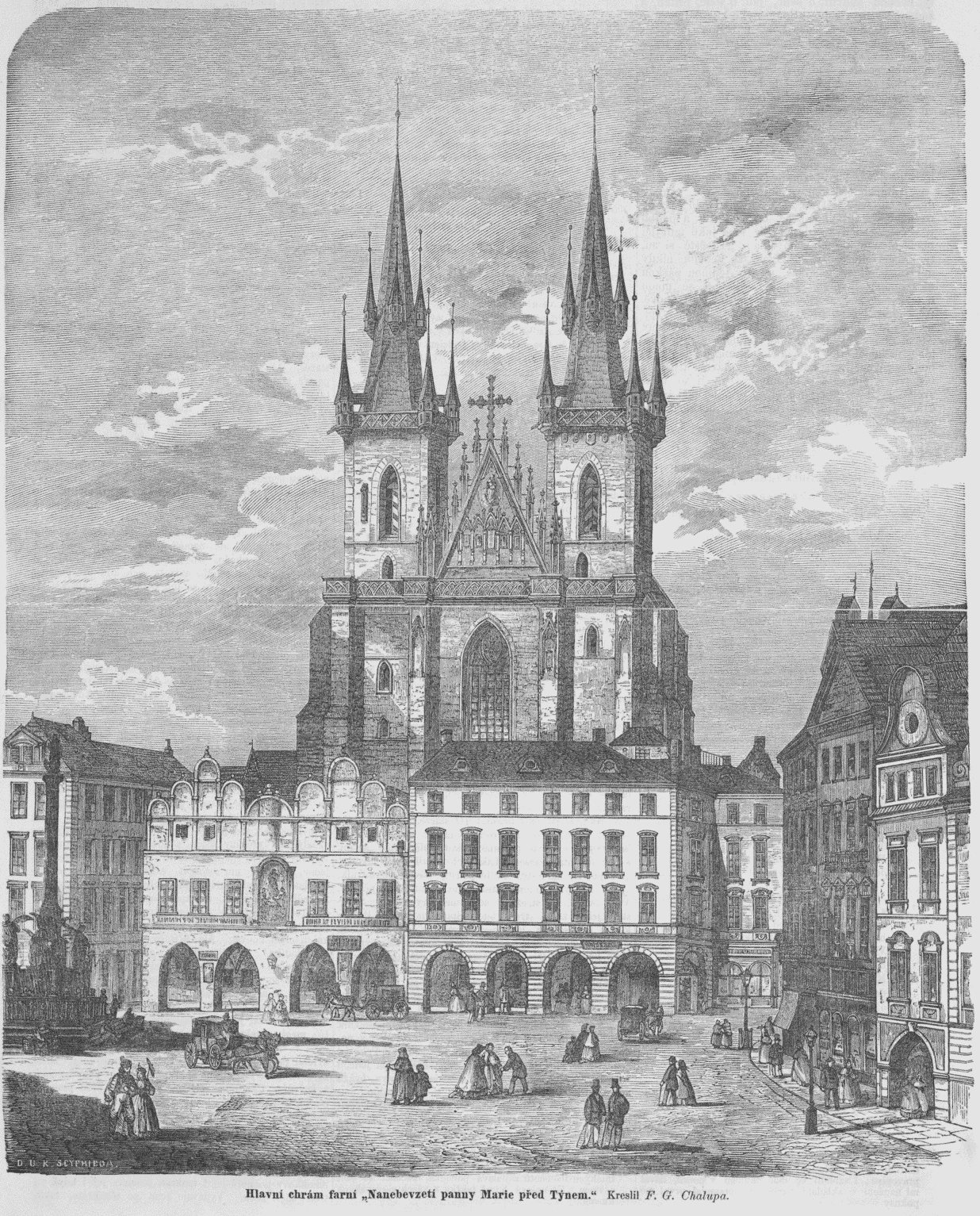
Rytina zobrazující podobu chrámu v devatenáctém století (vyd. 1865)

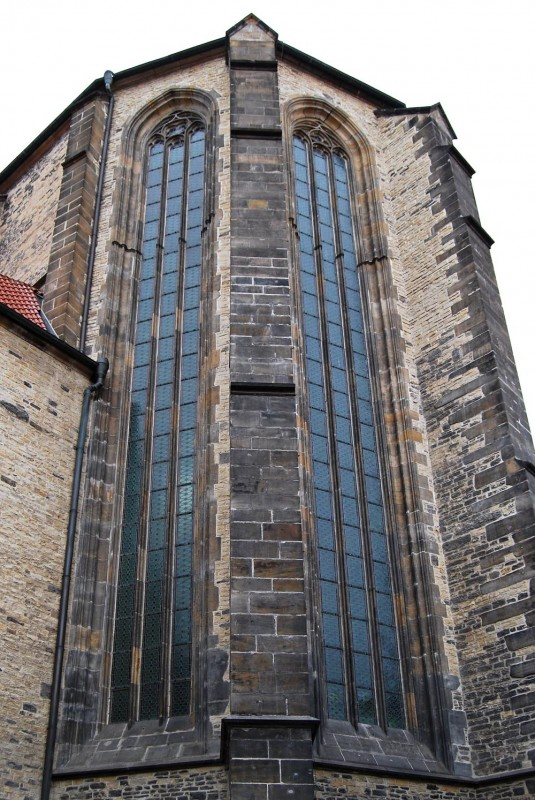
Rukopis Petra Parléře ukazují především kružby oken a 28 m vysoké okno východního průčelí

Týnský kostel byl poměrně záhy ovládnut reformní stranou, v husitských dobách se potom stal jedním z předních kostelů strany podobojí. Od roku 1427 zde působil Jan Rokycana, roku 1435 zvolený, avšak nikdy nepotvrzený utrakvistický arcibiskup, blízký spolupracovník Jiřího z Poděbrad, který byl v kostele u sakristie roku 1471 také pohřben. Po husitských válkách měla být stavba dokončena a zastřešena, ale dřevo na krov mělo být místo toho použito na stavbu šibenic pro Jana Roháče z Dubé a jeho 50 druhů, popravených na příkaz císaře Zikmunda. Krov tak byl pravděpodobně dokončen až o 20 let později roku 1457.
Stavba pokračovala za vlády Jiřího z Poděbrad, zvoleného králem na nedaleké Staroměstské radnici, jehož srdce bylo podle jeho přání později v chrámu pohřbeno, a to vedle hrobu Jana Rokycany. Do roku 1463 byl vztyčen štít hlavní lodi a v roce 1466 dostavěna severní věž. V nice štítu byla umístěna panovníkova socha s nápisem „Veritas vincit“ („Pravda vítězí“) a nad ní umístěn pozlacený kalich. Jižní věž byla dokončena roku 1511 za vlády Vladislava Jagellonského. Obě věže se pak tyčí do výšky 80 metrů.

### Osudy kostela od roku 1621
Po Bílé hoře v roce 1621 připadl kostel opět katolické straně. Z chrámu byly odstraněny symboly utrakvismu, kalich a socha krále Jiřího byly v roce 1623 strženy z průčelí v tajné noční akci pod vedením kanovníka Kotvy a jezuity Jiřího Feruse. Téhož roku byl zničen náhrobek Jana Rokycany a jeho ostatky byly spolu s ostatky biskupa Augustina spáleny na náměstí. Sochu Jiřího z Poděbrad v roce[ujasnit] nahradil reliéf Madony ve sluneční svatozáři od Kašpara Bechtelera.
Záhy po skončení třicetileté války (roku 1648) začali měšťané hojně zřizovat oltáře v novém barokním slohu. Mezi prvními to byl oltář hlavní (rok 1649), který je symbolickým poděkováním Pražanů Matce Boží za ukončení dlouhého válečného konfliktu, obdobně jako Mariánský sloup na tehdy tak pojmenovaném Velkém rynku. Roku 1670 dokončil architekt Giovanni Domenico Orsi novou varhanní kruchtu. Roku 1679 kostel postihl požár. Klenba hlavní lodi a presbytáře musely být následně sneseny a nahrazeny barokní klenbou valenou s lunetami. V roce 1819 zachvátil požár severní věž. Její obnova se protáhla do roku 1836, kdy došlo k nahrazení zničeného krovu (podle jižní věže, kde se původní krov dochoval). Během úprav v puristickém duchu ve druhé polovině 19. století byla odstraněna omítka, která pokrývala část fasády. Kostel tak dostal nepůvodní vzhled opukového kamene, který známe dnes.
V roce 1933 byl k farnímu obvodu jako filiální připojen kostel sv. Havla, v roce 2009 potom kostel sv. Haštala, spojený s Týnem dočasně již v době pobělohorské. Do farního obvodu náleží také kostel kostel sv. Jakuba, který má ovšem vlastní duchovní správu. Ve druhé polovině 20. století byl Týnský chrám proslulý dlouholetým působením faráře Jiřího Reinsberga (1946–1993). Byl v Čechách jedním z prvních míst zavádění jak liturgické reformy Pia XII. v 50. letech, tak pokoncilních reforem a překladů liturgických textů. Kolem farnosti se shromáždila specifická skupina křesťanů, a na rozdíl od mnoha jiných církevních aktivit tuto společnost v centru Prahy komunistický režim toleroval. Od 70. let 20. do počátku 21. století prošel také kostel celkovou náročnou obnovou. V srpnu 2017 bylo z podnětu České biskupské konference zahájeno navrácení zlatého kalicha na průčelí: umístěna tam byla nejprve jeho maketa, která byla následně nahrazena konečnou skulpturou z měděného pozlaceného plechu.

## Popis

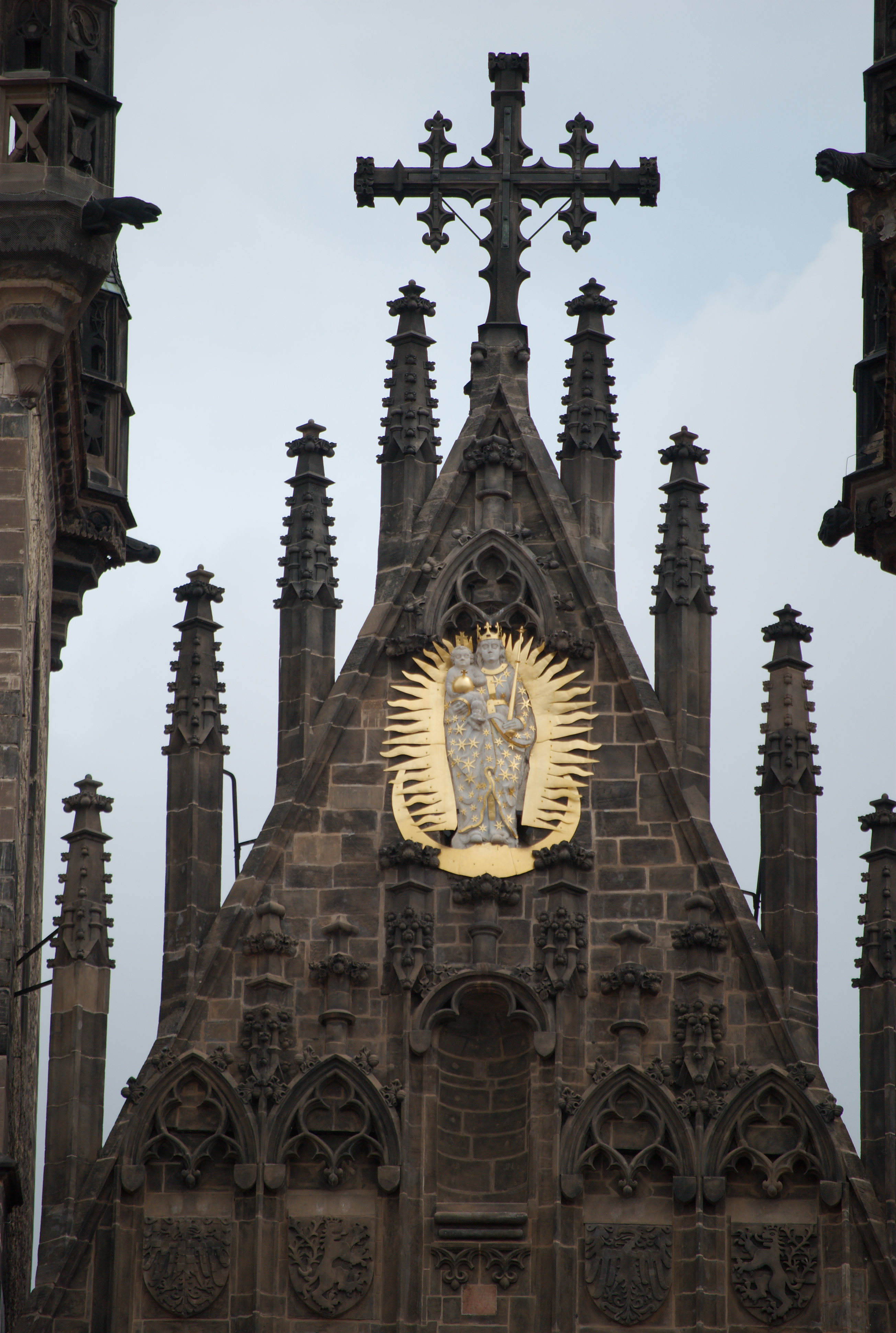
Barokní mramorová plastika Madony s Jezulátkem v gotickém štítu Týnského chrámu

Tím však dějiny stavby a zejména jejího štítu nebyly ukončeny, neboť architektura tohoto chrámu je zcela nepochybně nejen součástí dějin Prahy, ale i osudů celé české země. A nejviditelnějším toho znamením se stal právě chrámový štít. Socha krále Jiřího, vytesaná z kamene, s pozdviženým mečem v pravici a postavená do spodního výklenku, a stejně tak i kalich ve výklenku hořejším, zůstaly na svých místech asi 150 let, to jest až do bělohorského převratu, po němž přešel týnský chrám v ruce katolíků. Hned potom r. 1623 byly také se štítu odstraněny oba kališnické symboly. Stalo se to za vedení svatovítského kanovníka Jana Ctibora Kotvy, jenž zároveň s jesuitou Ferem dal pozlacený husitský kalich a sochu krále Jiřího s průčelí chrámu snést. Bylo to provedeno v noci dne 17. ledna 1623 od několika studentů ze semináře sv. Václava, kteří s velkým namáháním a s nebezpečím života vylezli na kostelní štít a sochu a kalich snesli. (...) Tragická bitva na Bílé hoře byla ovšem mezníkem i tady. Roku 1626 objednal císařský rychtář Osterštock v Praze sochu Panny Marie s děťátkem a dal ji zhotovit z bílého mramoru. Socha je půl páta lokte, to jest 2.70 m vysoká a na lešení s vytažením na místo bylo třeba asi 700 kop grošů (českých), což by v našich penězích bylo asi 84.000 K. Do té sumy nebyly však počítány koruna, paprsky svatozáře a žezlo, neboť všecky tyto věci к okrášlení sochy byly z husitského kalicha;(...).

Chrám je vystavěn z neomítaných kamenných kvádrů, plastické články architektury a sochařská výzdoba jsou tesány z místní opuky. Jde o gotickou stavbu s dispozicí trojlodní baziliky s dvojicí věží v západním průčelí, s trojchórovým řešením východního závěru a s převážně barokním mobiliářem.
Jižní boční loď si i přes pozdější vložení barokních a novogotických prvků zachovala původní charakter jednolitého prostoru, klenutého křížovými klenbami, jež od sebe nedělí výraznější meziklenební pasy. Přípory vynášející klenební žebra sbíhají až k zemi a tím rytmicky člení prostor lodi. Základním architektonickým rysem hlavní lodi byla její dvoupatrovost, která podmiňovala vznik vysoké hladké plochy mezi vrcholy lomených arkád a oken.

### Architektura

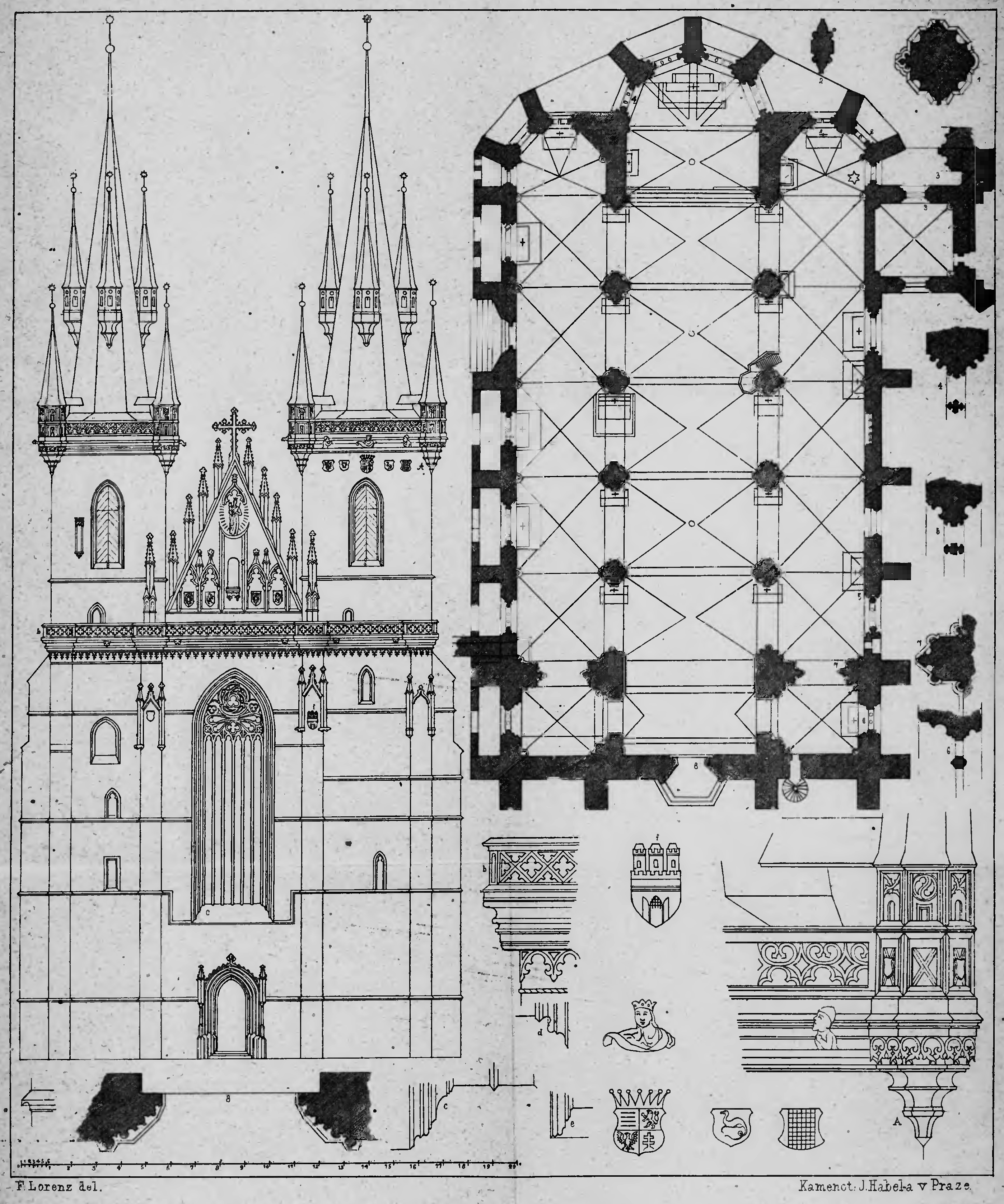
Půdorys kostela

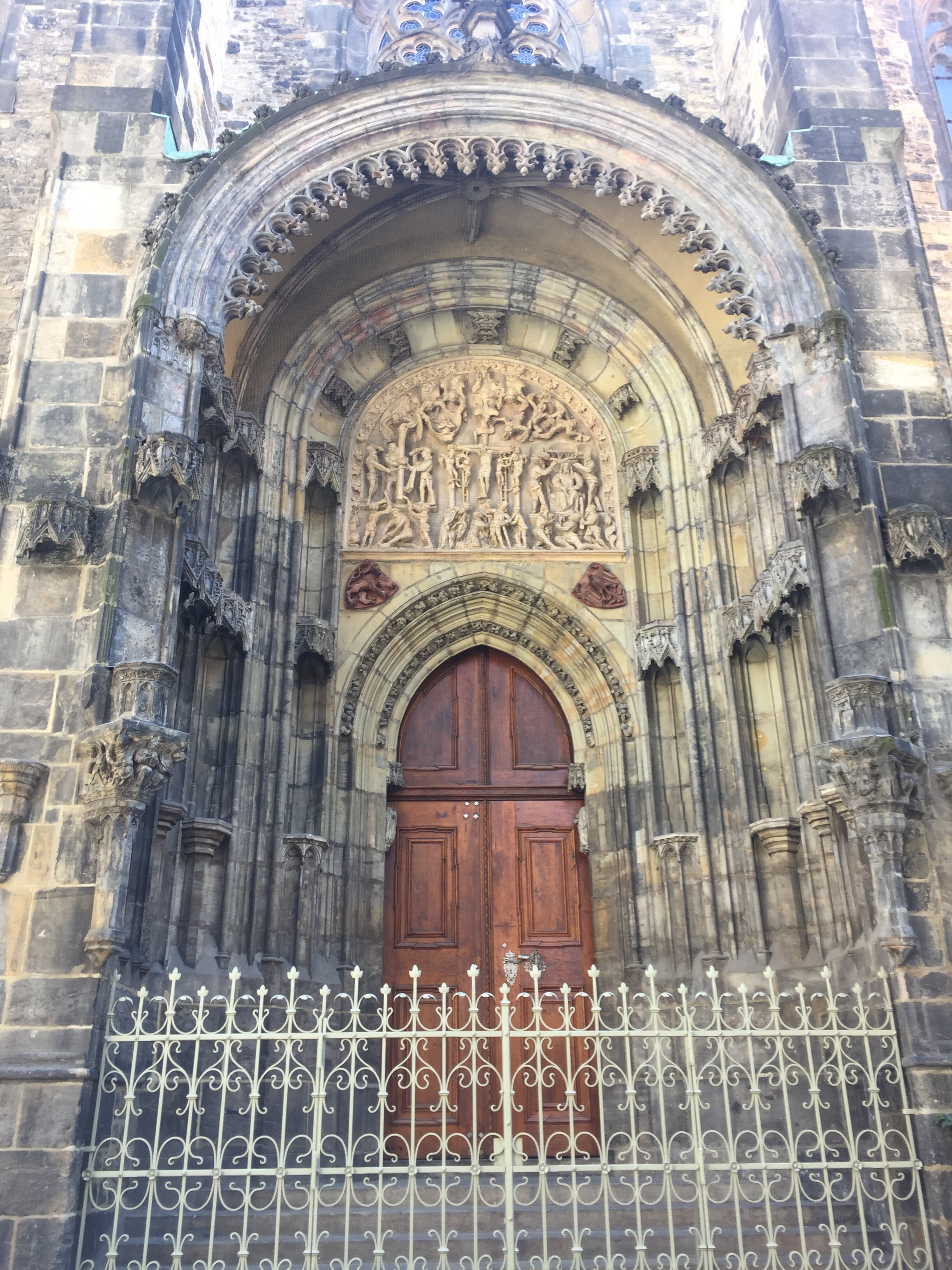
Portál s reliéfem ukřižování Krista

Výrazně vertikální, bazilikálně uspořádaný trojlodní gotický kostel je vybavený na západě dvojicí gotických hranolových věží. Na východě je kostel ukončen krátkým presbytářem o jednom obdélném poli, polygonálně uzavřen čtyřmi stranami osmiúhelníka. Boční lodě jsou ukončeny nehlubokými polygonálními kaplemi o pěti stranách osmiúhelníku. Boční lodě jsou zaklenuty pěti poli křížové žebrové klenby na téměř čtvercovém půdorysu, ke kterým se pojí ještě po jedné křížové žebrové klenbě v podvěží. Hlavní loď i presbytář jsou pak zaklenuté šesti obdélnými, šířkově uspořádanými poli stlačené valené raně barokní klenby s trojúhelníkovými výsečemi. Boční lodě si zachovaly původní gotickou žebrovou klenbu. Kostel je osvětlený řadou převýšených, hrotitě ukončených gotických oken vybavených kamennými kružbami.
Po stranách středního závěru, s půdorysem desetiúhelníku s opěrákem v ose, se stýkají pětiboké závěry bočních lodí. Tyto závěry se uplatňují z exteriéru jako trojboké. Východní strana bočních chórů navazuje přímo do středního závěru. Dispozice kostela nebyla uzpůsobena nedostatkem plochy, ale aby byla kompatibilní s vývojovými principy gotické architektury 14. století.
Západní průčelí, jenž tvoří jednu z největších dominant Prahy, vyrůstá z trnože, který lemuje celou stavbu. Výžlabky a vnější okraje oblounků jsou zdobeny hruškovcem. Zhruba ve dvou třetinách výšky je přerušována drobnými prstenci. Osový opěrák i oba sousední vrcholí kombinací pultu a sedlové stříšky, ostatní jsou ukončeny jednoduchou hlavní římsou.
Na nejvýchodnějším poli jižní boční lodi se nachází sakristie a depozitář, které jsou ze vnějšku celé regotizovány. Pouze východní okno sakristie uchovalo své původní ostění jako v bočních chórech. Lomeným portálem do sakristie se nastupuje na vřetenové schodiště. Vstup depozitáře je dekorován kamennou balustrádou. Klenba depozitáře a sakristie jsou identické, avšak na rozích depozitáře se zachovaly tři figurální konzoly (andělé, souboj zvířecích stvůr s lidskými postavami), již jsou ohlasy Petra Parléře.
Hlavní architektonická dominanta severní strany je slavný portál zabírající plochu průčelí mezi oběma opěrnými pilíři. Portál má půlkruhový oblouk, který reaguje opět na tvarosloví Petra Parléře.
Ostění lomeného vchodu je vnitřními i vnějšími výžlabky dekorován drobnými kraby. Obnovené znaky české a římské říše jsou vsazené ve cviklech nad lomeným obloukem.
Ostění tympanonu sahá až do vnitřních bloků obou opěráků. Vybíhá ze zkoseného podnože. Toto ostění bylo dole přerušeno kružbovým panelováním. Nad ním pokračuje výklenek pro sochy, ukončený baldachýnem. Převýšený půlkruhový tympanon je složen z pěti opukových desek s reliéfním zobrazením Utrpení Páně a Ukřižování.
V místě zkosení portálové podnože jsou uprostřed i na rozích čelních stran opěráků umístěny rozdílně mohutné konzolové přípory. Střední nejslabší vrcholí prostými hlavičkami. Vnitřní je nejmohutnější, umístěna pod vysokým prstencem zdobeným ornamentálními motivy. Nese silné hlavice, kde vpravo se nacházejí dva andělé vedoucích lva, jelena, zatímco vlevo je Mojžíš mezi sedícími anděly. Slabší vnější přípory vrcholí figurálními hlavicemi. Na krycích deskách rohových hlavic jsou posazeny podstavce pro sochy. Portál nebyl před husitskou revolucí dokončen.
Střední závěr i hlavní loď byly zbarokovány po požáru v roce 1679. V podkroví jsou nepatrné stopy středověkého stavu.
Kostel je přístupný čtyřmi gotickými portály. Osově umístěným západním a dvěma portály, prolomenými v úrovni druhého pole na severní a jižní straně. Severní portál má v tympanonu reliéf zobrazující tři scény z Kristových pašijí v mnohafigurových kompozicích. Sochařsky velmi kvalitní dílo se řadí k nejvýznamnějším památkám gotického sochařství předhusitského období v Česku. Dvojice věží je zakončena bohatě zdobenými převýšenými pozdněgotickými osmibokými střechami, které jsou doplněny ochozem, čtveřicí nárožních vížek a ještě navíc pročleněny zhruba v polovině své výšky další čtveřicí vysazených ozdobných vížek. Mezi věžemi je sevřen bohatě zdobený, řadou fiál vrcholící gotický štít obsahující barokní reliéf Madony.

### Vybavení

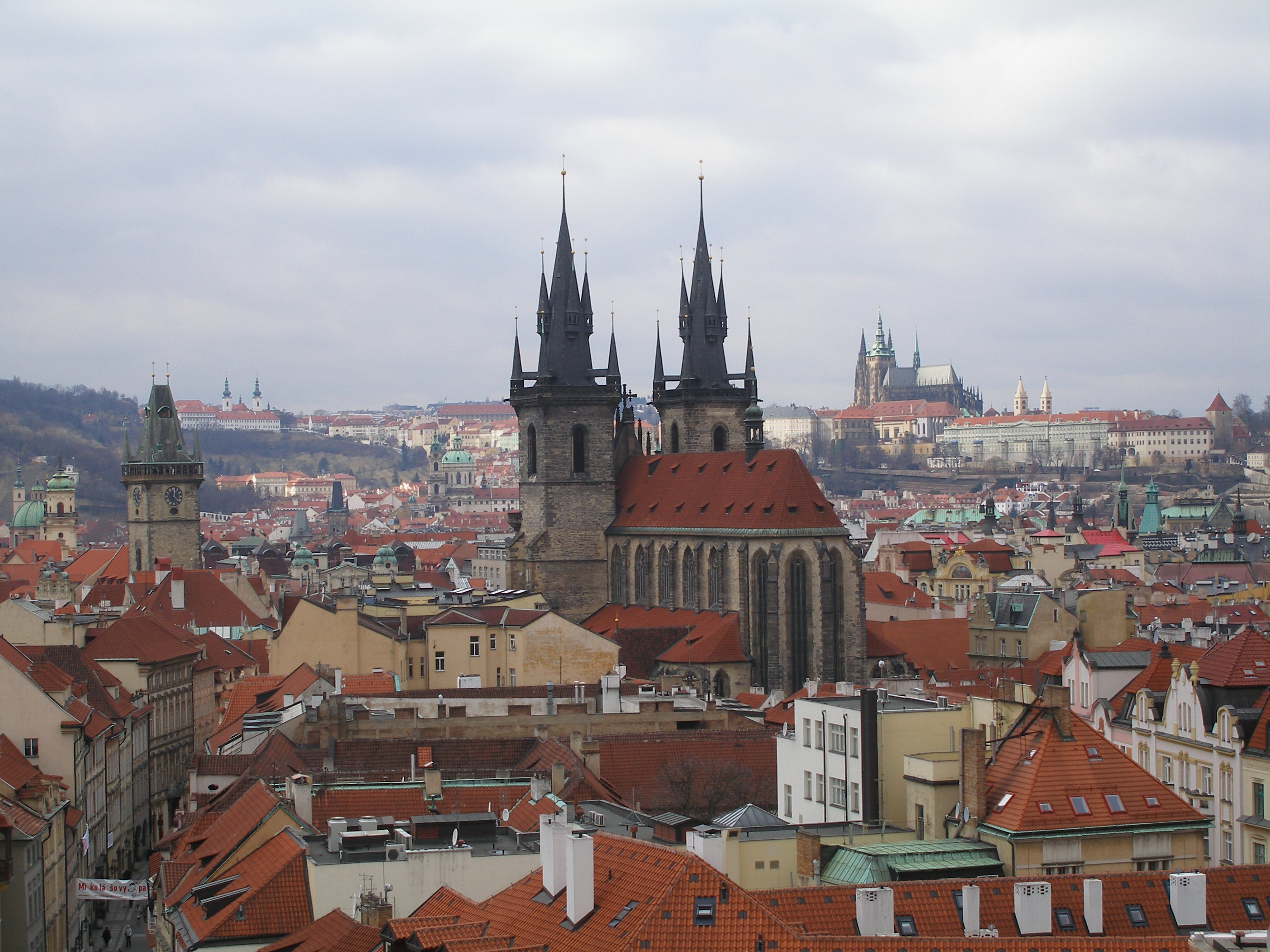
Týnský chrám od Prašné brány

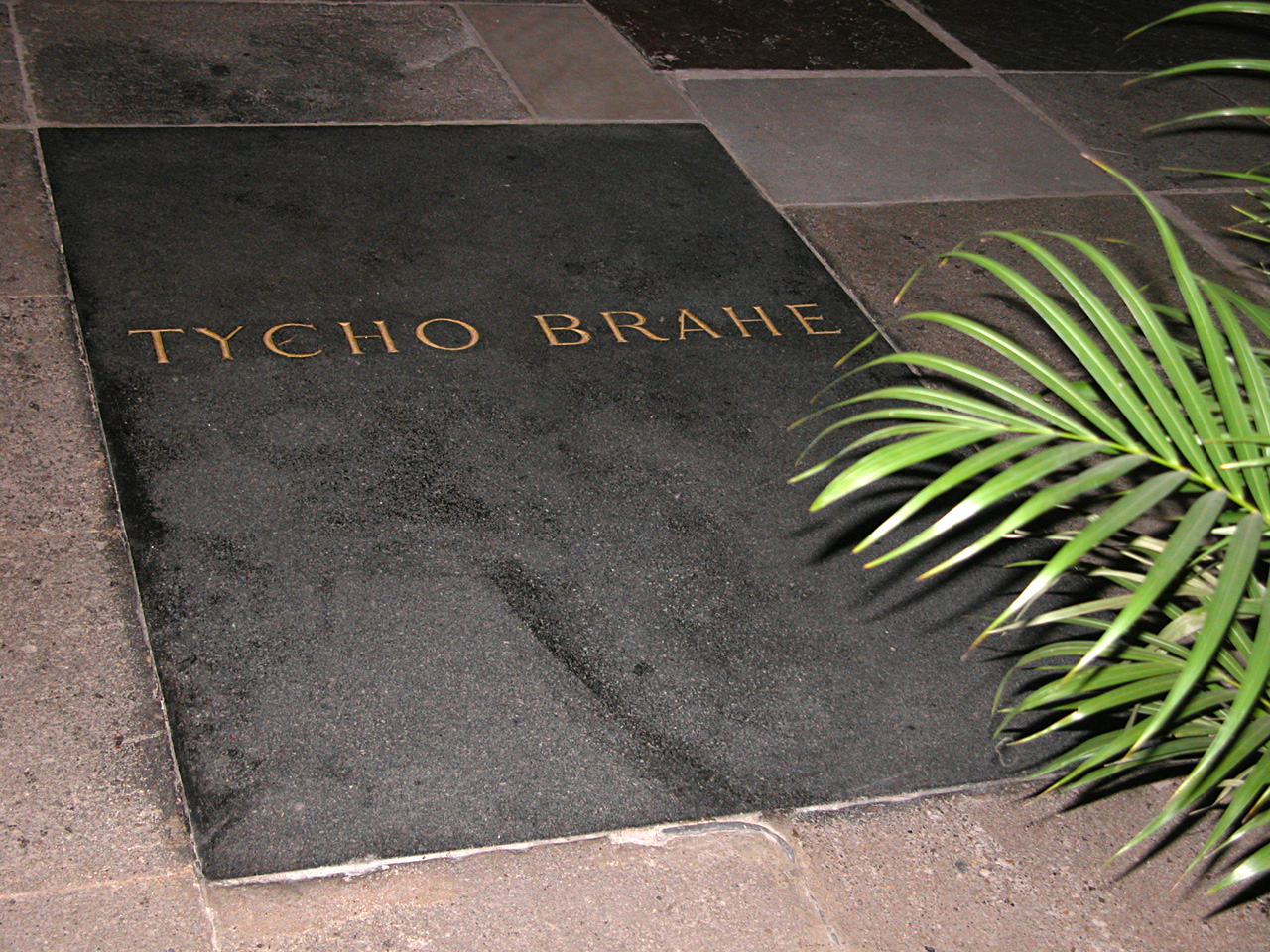
Náhrobní kámen Tychona Braheho

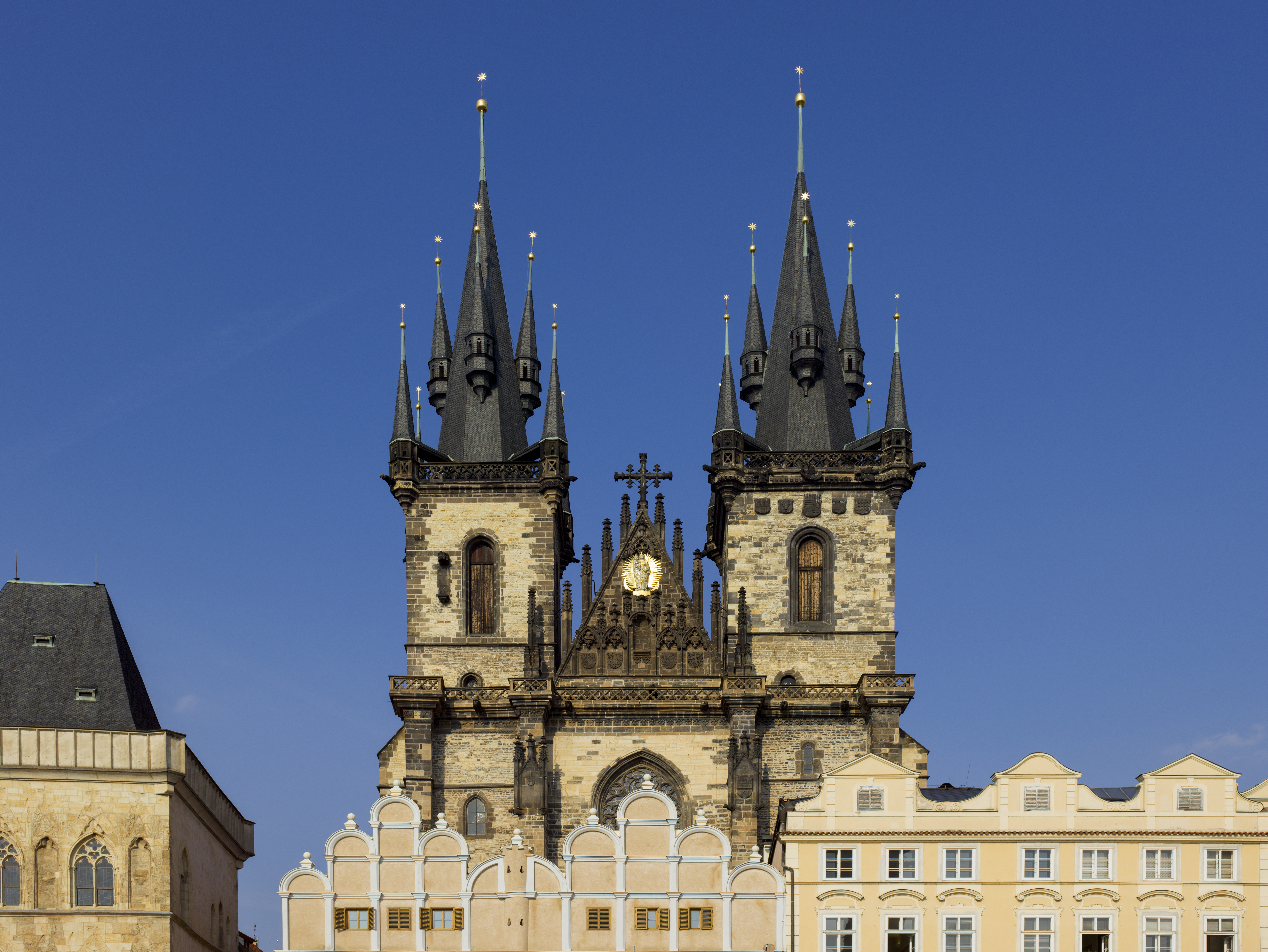
Hlavní průčelí, směřující na Staroměstské náměstí

K pozůstatkům gotické výbavy patří zejména pozdně gotický baldachýn od Matěje Rejska z roku 1493. Byl původně umístěný nad hrobem biskupa Augustina Luciana z Mirandoly. Baldachýn čtvercového půdorysu je tvořen čtyřmi středně mohutnými kamennými polychromovanými opěrami, které jsou ukončeny lomeným obloukem, tzv. oslím hřbetem. Tyto oblouky jsou doplněny nárožními ozdobnými věžičkami a obohaceny gotickými ornamenty. Na každé opěře, zhruba ve druhé třetině, jsou umístěny sochy. Opěry nesoucí architráv vrcholí fiálami. Z východní strany je baldachýn dekorován obrazy Karla Škréty (1610–1674).

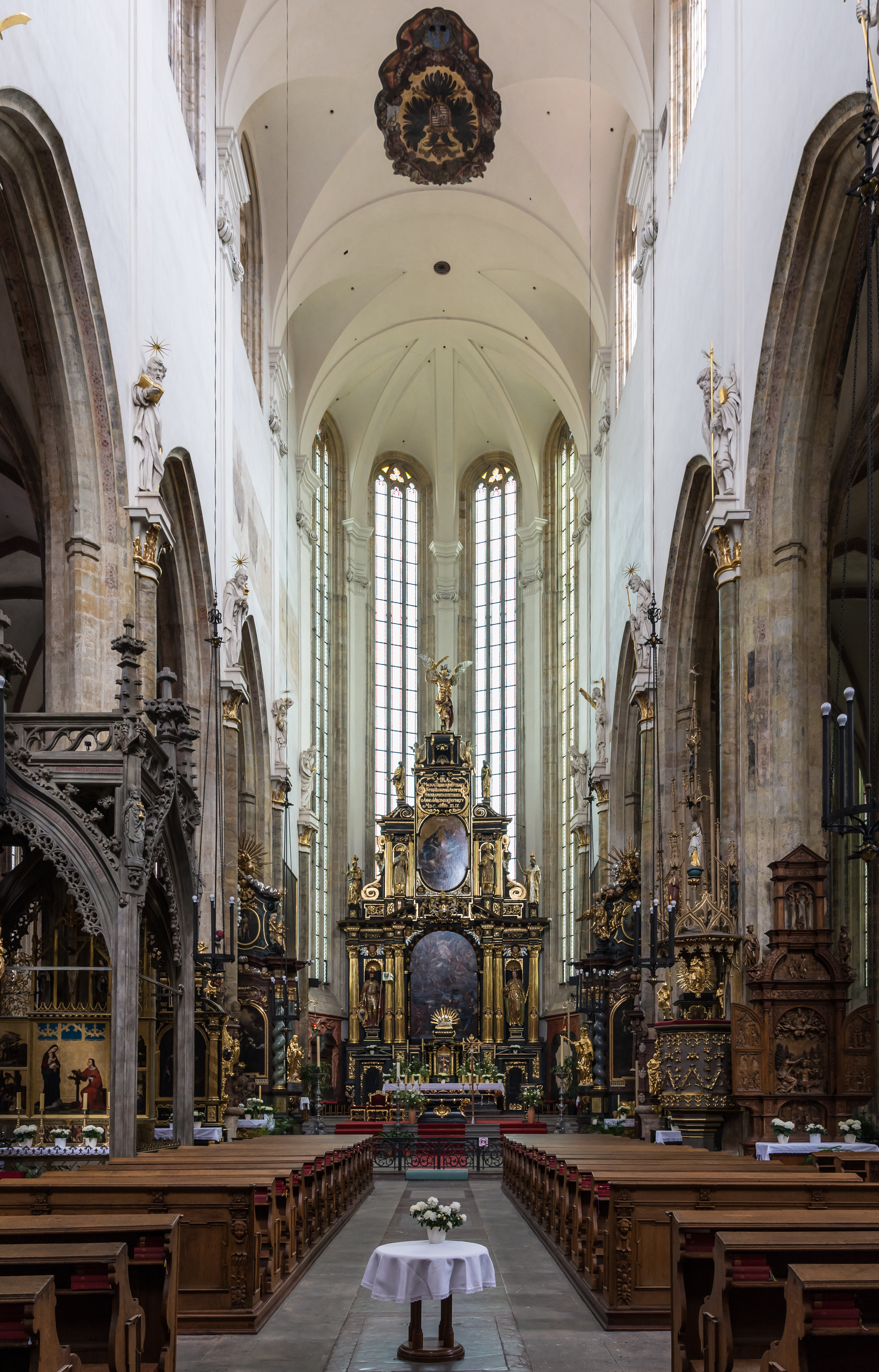
Na levé straně, baldachýn z roku 1493 od Matěje Rejska

Mobiliář kostela je v současné době převážně barokní. Z původního středověkého vybavení se dodnes dochovalo v interiéru chrámu pět uměleckých prací: cínová křtitelnice z roku 1414, nejstarší a největší v Praze; kamenná kazatelna v hlavní lodi; velmi cenná jsou dvě díla tzv. Mistra Týnské kalvárie z počátku 15. století: Týnská madona a sousoší Kalvárie v závěru severní lodi; nakonec potom dvě pozdně gotická umělecká díla: na pomezí renesance se nachází oltář s ústřední dřevořezbou Kristova křtu od podunajského mistra, zvaného podle signatury Monogramista IP z doby po roce 1520; posledním potom kamenný baldachýn z roku 1493 pocházející snad z dílny Matěje Rejska. Ten původně kryl hrobku biskupa Augustina Luciána z Mirandoly. Již před jeho vznikem se v těchto místech nacházel oltář sv. Lukáše staroměstského malířského cechu, v baroku s obrazem Karla Škréty sv. Lukáš maluje Madonu (dnes v MHMP), nahrazený v polovině 19. století stávajícím obrazem téhož námětu v neogotickém retabulu od Josefa Vojtěcha Hellicha.
Z období renesance a baroka se dochoval mimořádně zajímavý soubor reliéfně tesaných náhrobních kamenů a epitafů, mj. náhrobník astronoma Tychona Braheho z roku 1601, který je umístěn u prvního jižního pilíře hlavní lodi. Z barokního mobiliáře vynikají dřevořezby raně barokních oltářů a cenné varhany od Jana J. Mundta z let 1670–1673, které patří mezi troje nejstarší dochované varhany v Praze. Od roku 1691 jako varhaník chrámu působil po dobu padesáti let muzikolog Tomáš Baltazar Janovka. Mezi raně barokními oltáři je cenný zejména hlavní oltář z roku 1649 s titulárním obrazem Nanebevzetí Panny Marie od jednoho z významných českých barokních malířů Karla Škréty, který je autorem několika dalších pláten bočních oltářů. V kostele se nalézají také díla dalších barokních mistrů: sochařů Jana Jiřího Bendla a Ignáce Františka Weisse (oltářní plastiky), Jana Heidelbergera (socha sv. Františka z Pauly v severní lodi), malířů M. Strassera (Nalezení sv. kříže, z hlavního oltáře zrušeného kostela stejného zasvěcení), Jana Jiřího Heinsche (obraz sv. Josefa v severní lodi, oltářní obraz Rodokmenu Jesse), Michaela Václava Halbaxe (obraz sv. Krišpína a Krišpiniána), jeho přítele Petra Brandla (obraz Příjezd sv. Václava na říšský sněm), z období rokoka potom Ignáce Raaba (Jan Křtitel) či Františka Xavera Palka (sv. Expeditus). V presbytáři jsou umístěna také dvě rozměrná plátna od severoitalského renesančního malíře Romanina (1484–1564) s náměty Navštívení Panny Marie a Obětování Páně.
V interiéru se nacházejí také umělecká díla z 19. století. V roce 1846 bylo požehnáno nové sousoší sv. Cyrila a Metoděje z carrarského mramoru od Emanuela Maxe, které chrámu věnoval Ferdinand V. V letech 1846–1847 došlo pod vedením Josefa Vojtěcha Hellicha k novému uspořádání oltářů, které do značné míry v kostele vydrželo dosud, byl také autorem výše zmíněného oltáře sv. Lukáše a některé další oltáře obnovil či doplnil. Roku 1854 byla potom pořízena nová křížová cesta od Františka Čermáka a roku 1864 vznikl nový oltář Panny Marie Bolestné v závěru jižní lodi kostela s titulním obrazem od Antonína Lhoty.

#### Mobiliář dochovaný mimo kostel

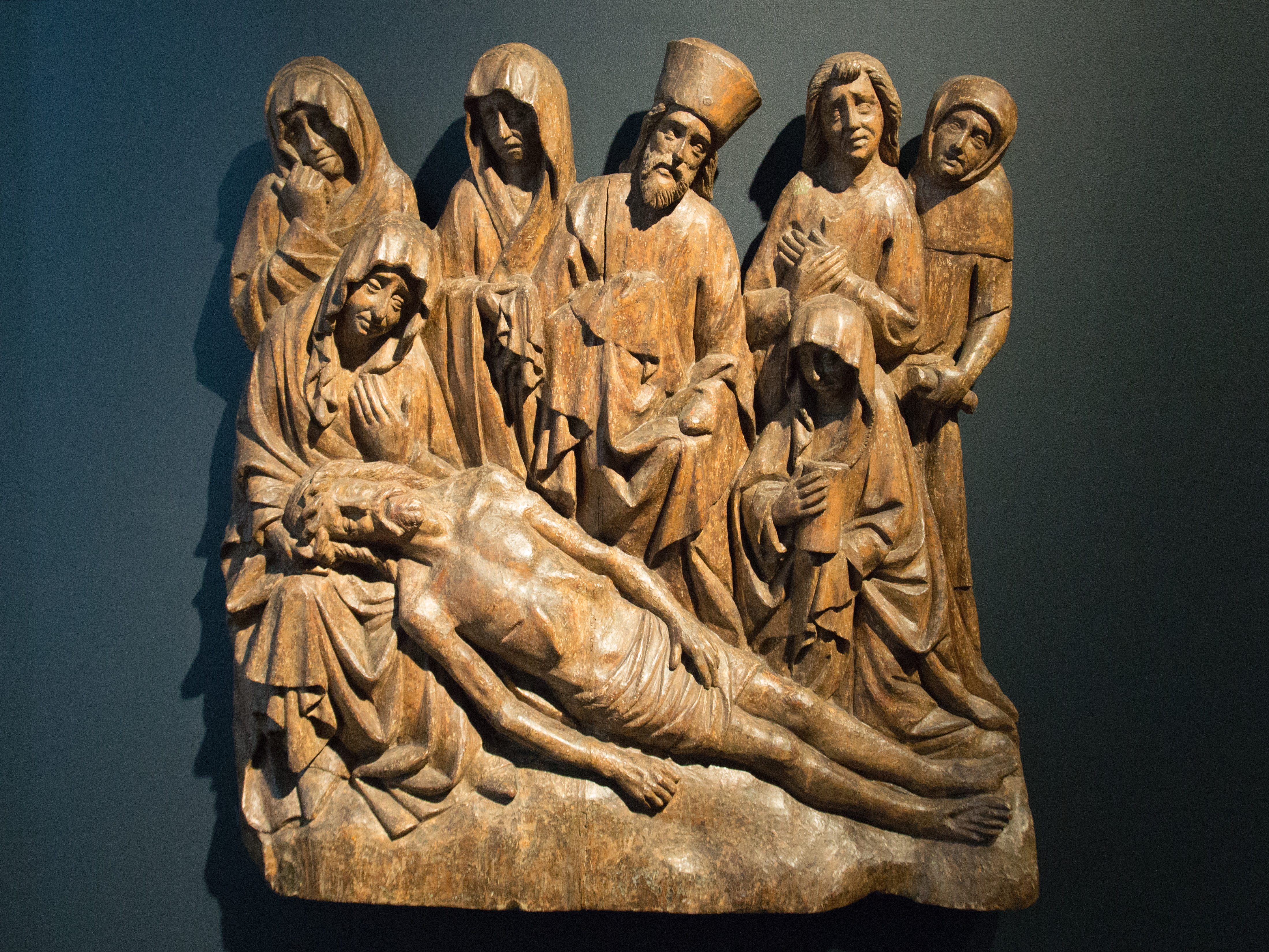
Oplakávání Krista

Kromě uměleckých děl v interiéru chrámu se dochovalo několik prací pocházejících původem z Týnského kostela, postupně ovšem převedených do významných pražských sbírkotvorných institucí.
- Většina mobiliáře se nachází v Muzeu hlavního města Prahy: gotická pieta ze 2. poloviny 14. století je vůbec nejstarší dochované dílo, pocházející z hlavního oltáře chrámu. Z dílny Mistra Týnské kalvárie pochází reliéf Oplakávání, od neznámých malířů obraz Madony tzv. svatovítského typu s malovaným rámem a obraz trpícího Krista z 15. století a v neposlední řadě výše zmíněný Škrétův barokní obraz sv. Lukáše.
- V Národní galerii nalezneme především originál týnského tympanonu, a dále dvě křídla kdysi rozměrného oltáře od Mistra litoměřického (po roce 1500).
- V Lapidáriu Národního muzea v Praze je podstatná část okna s kružbami z jižní boční lodi, komplet sádrových odlitků sochařské výzdoby tympanonu a sedmi dílů dekorativní plastiky severního portálu. Šest originálů opukových, místy zlacených hlavic přípor z počátku 14. století pochází ze zbořené kaple sv. Ludmily. Vystaveno je také zábradlí chórové přepážky s kružbami. Další odlitky byly zhotoveny například z náhrobní desky Tychona Brahe.

## Legendy
Podobně jako u řady ostatních památek pražských i s Týnským chrámem se pojí několik legend. Jedna legenda hovoří o malém zvonku ve zvonici chrámu. Ten má připomínat služku, kterou její paní ze vzteku uškrtila, když při rozeznění zvonu z Týnského chrámu poklekla a počala se modlit, místo aby jí vypomohla s oblékáním. Vzhledem ke společenskému postavení dané dámy ji soudce zprostil viny, ale každé zazvonění zvonu rezonovalo v jejím svědomí natolik, že nechala pro Týnský chrám odlít malý zvon na památku oné služky. Následně rozdala veškerý svůj majetek chudým a vstoupila do kláštera.
Legend spojených s chrámem Panny Marie před Týnem koluje mezi lidmi více. Některé nejsou pravděpodobně nic víc než výmysly turistických průvodců. Lze se kupříkladu setkat s historkou o zvoníkovi, který vystupoval do věží na koni. Nejprve prý štíhlejší severní věží vystoupal na balustrádu, po které přešel ke vstupu do jižní věže. Koně pak přivazoval na horním ochozu, případně v některé z nárožních věžic, pokud pršelo, aby se kůň při rozeznění zvonů nesplašil. Evidentně se jedná o vymyšlenou historku, která zřejmě analogicky odkazuje na sevillskou Giraldu, kde se místo schodů nacházejí rampy, po kterých se skutečně vystupovalo na koni až na vrchol věže.

## Další funkce
V jižní věži chrámu je umístěn vysílač (základní převodová stanice) operátora T-Mobile Czech Republic. Je zde od roku 1996, jedná se o jeden z nejstarších vysílačů tohoto typu v Česku.